# Seznam slovníků cizích slov v češtině
Slovník cizích slov je typ výkladového slovníku, který se nesnaží pokrýt celou slovní zásobu, ale jen její méně používanou či známou část. Je podobný terminologickým slovníkům, které jsou ale zaměřeny oborově.
| Autor                              | Název | Rok vydání             | Počet stran   | Nakladatel                           | Pozn.                                                                   |
| ---------------------------------- | --- | ---------------------- | ------------- | ------------------------------------ | ----------------------------------------------------------------------- |
| Věra Petráčková a Jiří Kraus       | Akademický slovník cizích slov | 1995                   | 834           | Academia                             | 100 000 hesel Vyšlo i na cd                                             |
| Vilém Pech                         | Velký slovník cizích slov, rčení a zkratek v jazyce psaném i mluveném ze všech oborů lidského vědění a konání                                                                        | 1948                   | 809           | Kvasnička a Hampl                    | 70 000 hesel                                                            |
| Lumír Klimeš                       | Slovník cizích slov | 1981                   | 790           | SPN                                  | Více než 20 000 hesel                                                   |
| Karel Tauš                         | Slovník cizích slov, zkratek, novinářských šifer, pseudonymů a časopisů pro čtenáře novin                                                                                            | 1946                   | 738           | Karel Jelínek                        | 9000                                                                    |
| kolektiv autorů                    | Slovník cizích slov | 2000                   | 710           | Ottovo nakladatelství                | 30 000 hesel                                                            |
| Roman Mikuláš, překlad Ilona Balkó | Školní slovník cizích slov | 2007                   | 584           | Vydavateľstvo Príroda                | 24 000 hesel, překlad slovenského Školského slovníku cudzích slov       |
| Jan Kubišta, Ladislav Rejman       | Slovník cizích slov | 1956                   | 505           | SPN                                  |                                                                         |
| Ladislav Šípek                     | Slovník cizích slov: příručná kniha pro veškery třídy společenské | 1896                   | 596           | Edvard Beaufort                      | Je rozšířením slovníčku cizích slov od stejného autora z 1892 (viz též) |
| Karel Václavík a kol.              | Praktický slovník cizích slov / Slovník cizích slov do kapsy | 2007, 2011, 2017       | 461           | XYZ                                  |                                                                         |
| Bedřich Klenot                     | Slovník cizojazyčných slov a úsloví v češtině se vyskytujících s dodatkem jmen osobních a místních                                                                                   | 1922, 1930             | 426           | Jindřich Bačkovský                   | (Kramerius)                                                             |
| Ladislav Rejman                    | Slovník cizích slov | 1966                   | 416           | SPN                                  | 24 000 hesel                                                            |
| Otakar Šetka                       | Nový slovník cizích slov v moderní češtině | 1935, 1946             | 415           | Jindřich Lorenz                      |                                                                         |
| Vilém Pech                         | Slovník cizích slov, rčení a zkratek ve spisovné a hovorové češtině | 1937                   | 406           | Kvasnička a Hampl                    |                                                                         |
| František Bačkovský                | Slovník cizojazyčný, obsahující výklad cizích slov v češtině často užívaných anebo české náhrady za ně                                                                               | 1895                   | 392           | František Bačkovský                  |                                                                         |
| Josef Rank                         | Kapesní slovník novinářský v němž se nacházejí zvláště slova z cizích jazykův | 1862                   | 368           | I L Kober                            | (Kramerius)                                                             |
| kolektiv autorů                    | Kapesní slovník cizích slov | 2009                   | 368           | Ottovo nakladatelství                | 5 000 hesel                                                             |
|                                    | Slovník cizích slov | 1996, 2006, 2013, ...  | 367           | Encyklopedický dům, Plot, Dialog     | Vydán vícekrát mj. jako sl. ciz. slov pro nové století.                 |
| Jaroslava Staňková                 | Malý slovník cizích slov | 1992                   | 360           | Montanex                             | takřka kolibří velikost                                                 |
| Jiří Haller                        | Kapesní slovník cizích slov | 1954, 1956             | 316           | SPN                                  |                                                                         |
| Matěj Barták a kol.                | Kapesní slovník cizích slov pro 21. století | 2008                   | 303           | Plot                                 | 10 000 hesel                                                            |
| Karel Kučera                       | Cizí slova: Výběrový slovník | 1978                   | 272           | Mladá fronta                         |                                                                         |
| Ladislav Šípek-Rozpakovský         | Slovníček cizích slov. Příruční kniha pro všechny třídy společenské, zvláště pro úřadníky, studující, obchodníky, živnostníky, čtenáře novin atd.                                    | 1892                   | 261           | Vydavatelstvo časopisu Českých Zájmů | Roku 1896 vyšla rozšířená verze (viz též)                               |
| František Borovský-Ruth            | Novinářský slovník: slov cizojazyčných, jež vyskytují se v knihách, listech denních i v obecném hovoru, ze všech odvětví života, věd a umění                                         | 1899, ca1910           | 176, 257      | Rudolf Storch                        | (Kramerius)                                                             |
| František V. Pokorný               | Naučný slovníček příruční knížka vysvětlující význam cizích slov a poučující stručně o vědomostech obecných                                                                          | 1906, 1922, 1937, 1941 | 232 (3. vyd.) | Nový Lid                             |                                                                         |
| Bohumil Kočí                       | Cizojazyčný slovník | 1923                   | 232           | Nákladem J. Bř. Hůrky                |                                                                         |
| Karel Vorovka                      | Abecední vyhledavač slov českých i cizích: slovník slov cizojazyčných s jejich českými významy, jakož i slov českých v příčině jejich pravopisu, ohýbání i správného užívání         | 1894                   | 220           | Bursík a Kohout                      | (Kramerius)                                                             |
| Ladislav Rejman                    | Kapesní slovník cizích slov | 1971                   | 200           | SPN                                  | 6000 hesel                                                              |
| Vladimír Doutlík                   | Pravopisný slovník Pořádá a dělí na 30.000 slov v češtině | 1947                   | 200           | Jaroslav Tožička                     | Psán pro základní školy a širokou veřejnost                             |
| B. R. (Rudolf Bačkovský)           | Slovníček cizích slov v češtině | ca1922                 | 195           | František Bačkovský                  | Malý, kapesní formát                                                    |
| Václav Cháb                        | Slovník cizích slov: 10.000 hesel mezinárodních slov ze všech oborů lidského vědění s vystižnými (sic) českými překlady, umožňujícími nahrazovat cizí slova správnými českými výrazy | 1940                   | 192           | Josef Hokr                           | 10 000 hesel                                                            |
| Josef Karel Šlejhar a Petr Zenkl   | Slovníček cizích slov | 1924 (7. vydání)       | 162           | E. Weinfurter                        |                                                                         |
| Karel Vorovka                      | Slovníček cizojazyčný s předchozím ohýbavím a pravopisným i sbírkou kazimluvů, nahrazených výrazy přesými.                                                                           | 1892                   | 115           | I L Kober                            | Dostupné na Google Books.                                               |
| J Sedmera                          | Malý tlumočník Slovníček cizích slov | (neuvedeno)            | 80            | (neuvedeno)                          |                                                                         |
| Julie Šupichová                    | Slovníček cizích slov pro mládež | 1944                   | 64            | Antonín Dědourek                     | 24. svazek sbírky školských příruček                                    |

## Další příbuzné slovníky
| Autor                              | Název                                                                  | Rok vydání             | Počet stran | Nakladatel                                 | Pozn. |
| ---------------------------------- | ---------------------------------------------------------------------- | ---------------------- | ----------- | ------------------------------------------ | --- |
| Jaroslava Staňková                 | Malý slovník cizích slov                                               | 2001                   |             | Knihovna a tiskárna pro nevidomé           | Slovník cizích slov v hmatovém písmu v 11 svazcích. |
| Peter Oravec                       | Obrátený slovník cudzích slov                                          | 2007                   | 1060        | Epos                                       | Slovensky. Pro běžná slova ukazuje jejich cizí ekvivalenty. |
| Patrik Ouředník                    | Šmírbuch jazyka českého                                                | 1988, 1992, 2005, 2016 | 426, 538    |                                            | |
| Jan Hugo                           | Slovník nespisovné češtiny                                             | 2020                   | 528         | Maxdorf                                    | |
| Jan Kaňka                          | Ukazatel správné češtiny v obchodním životě (se seznamem cizích slov.) | 1927                   | 239         | Ústřední svaz československých průmyslníků | Příloha pro Slovník obchodně technický, účetní a daňový (11 svazků). Soustředí se na ukázání českých ekvivalentů cizích slov používaných obchodu.              |
| Johann Adelung a Ladislav Pospíšil | Nový kapesní, cizojazyčný Slowník                                      | 1853                   | 320         | Ladislav Pospíšil v Trutnově               | Obsahuje cizí slovo následované německým vysvětlením a pak stejným vysvětlením v češtině. Obsahuje 5000 hesel. Německý název je Neues Taschen-Fremdwörterbuch. |

## Slovníky odvozené
Ve tvorbě slovníků je docela časté přebírání materiálu z předcházejících děl. Tyto slovníky však přidávají jen velmi málo nového materiálu:

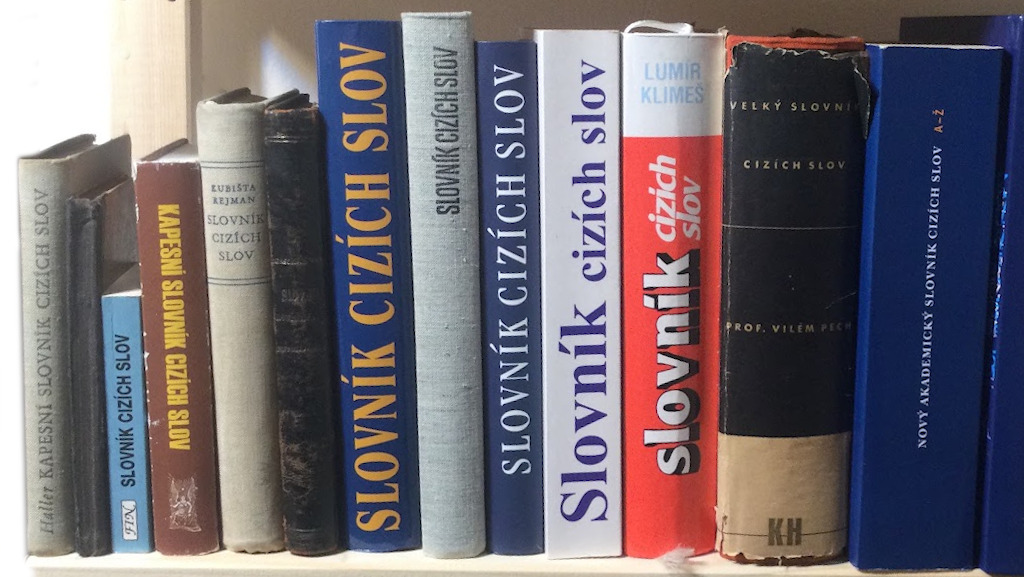
Slovníky na obrázku:
• Jiří Haller, Kapesní slovník cizích slov 1954
• František V. Pokorný, Naučný slovníček 1922
• Slovník cizích slov, nakladatelství Fin 1992
• Kapesní slovník cizích slov, Ottovo nakladatelství 2009
• Jan Kubišta, Ladislav Rejman, Slovník cizích slov 1956
• Josef Rank, Kapesní slovník novinářský 1862
• Slovník cizích slov, Ottovo nakladatelství 2000
• Ladislav Rejman, Slovník cizích slov 1966
• Jitka Vebrová a Tomáš Krajíček, Slovník cizích slov 1998
• Slovník cizích slov pro nové století, Jiří Linhart 2007
• Lumír Klimeš, Slovník cizích slov 1995
• Vilém Pech, Velký slovník cizích slov 1948
• Věra Petráčková a Jiří Kraus, Nový akademický slovník cizích slov 2006

| Autor                   | Název                                | Rok vydání | Počet stran | Nakladatelství      | Pozn.                                                                              |
| ----------------------- | ------------------------------------ | ---------- | ----------- | ------------------- | ---------------------------------------------------------------------------------- |
| Kolektiv                | Velký slovník cizích slov            | 2008       | 807         | nakladatelství Pali | Odvozeno z Akademického slovníku cizích slov. Část hesel je upravena. 20 000 hesel |
| Jiří Linhart a kolektiv | Slovník cizích slov pro nové století | 2007, 2013 | 416         | Dialog              | 30 000 hesel. Odvozeno od Slovníku cizích slov vydaného Encyklopedickým domem      |
| (neuveden)              | Slovník cizích slov                  | 1992       | 287         | Fin                 | Kolibří velikost. Odvozeno od slovníku Lumíra Klimeše                              |

## Příklady hesel
Karel Václavík, Slovník cizích slov do kapsy, 2021, XYZ:
- altruistický nezištný, lidumilný
- altruismus, altruizmus nesobeckost; nezištný zájem, vztah, láska k lidem
- buržoazie 1. městské obyvatelstvo v době feudalismu; 2. třetí stav; 3. kapitalisté

Kapesní slovník cizích slov, 2009, Ottovo nakladatelství:
- altruismus, láska k lidem, nesobeckost

Slovník cizích slov, 2000, Ottovo nakladatelství:
- (altruismus ani buržoazie nejsou uvedeny)

Roman Mikuláš, Školní slovník cizích slov, 2007, Priroda:
- altruista -y m (lat) lidumil
- altruistický (lat) lidumilný, nezištný, nesobecký
- altruizmus -mu m (lat.) nesobecké, nezištné jednání

Jitka Vebrová a Tomáš Krajíček a kol. Slovník cizích slov 1996. Ukázka z vydání Encyklopedický dům 1998:
- altruismus  →altruizmus
- altruistický, nezištný, lidumilný
- altruizmus, altruismus — nesobeckost; nezištný zájem, vztah, láska k lidem
- buržoazie, buržoasie — městské obyvatelstvo; třetí stav; kapitalisté

Věra Petráčková a Jiří Kraus, Akademický slovník cizích slov 1995. Ukázka z vydání Academia 2006:
- altruizmus, altruismus, -mu m <l> nesobecký způsob myšlení a cítění, nezištné jednání ve prospěch druhých jako mravní princip (op. egoizmus).
- buržoazie, -e ž <f> 1. (pův. ve franc. prostředí) sociální vrstva složená ze zámožnějšího městského obyvatelstva, měšťanstvo, měšťanský stav
  - 2 marx. vládnoucí „třída“ kapit. společnosti vlastnící výr. prostředky; buržoazní příd.: b. revoluce; b. stát; buržoazně přísl.

Lumír Klimeš, Slovník cizích slov 1981, ukázka z 5. přepracovaného vydání 1995:
- altruismus [-iz-] i altruizmus m. (2. j. -mu) nesobecký způsob myšlení n. cítění, jednání ve prospěch druhých lidí (op. sobectví, egoismus ↓)
- buržoazie ž. měšťanstvo, zvl. zámožné, tzv. třetí stav; proti aristokratickým výsadám prosazovala b. rovnost všech občanů před zákonem, tj. politický a hospodářský liberalismus; v socialist. ideologii třídní protiklad proletariátu

Karel Kučera, Cizí slova, 1978
- altruismus /it. altrui „cizí, jiný, druhý“/ nesobecký způsob myšlení n. cítění, jednání ve prospěch jiných lidí | opak: egoismus
- (buržoazie není uvedena)

Ladislav Rejman, Kapesní slovník cizích slov, 1971:
- altruismus [-trujiz-] m nesobecký, laskavý vztah k druhému člověku; láska k bližnímu
- buržoazie ž měšťácká třída, měšťáctvo, vládnoucí třída v kapitalistické společnosti

Ladislav Rejman, Slovník cizích slov, 1966:
- altruismus [-trujiz-] m láska k bližnímu, nezištný a laskavý vztah k druhému člověku n. lidem, nesobeckost; altruista m nesobecký člověk, člověk s dobrým vztahem k druhým lidem (op. egoista)
- buržoazie ž polit. měšťáctvo; za feudalismu městské obyvatelstvo (na rozdíl od šlechty a duchovenstva); za kapitalismu vládnoucí třída, vlastnící hlavní výrobní prostředky na základě soukromého vlastnictví, vykořisťující námezdní práci proletariátu; tvoří ji velcí, střední a drobní kapitalisté; monopolistická b. ve vyspělých kapitalistických zemích vytváří finanční oligarchii; národní b. v bývalých koloniálních a závislých zemích se za určitých podmínek zapojuje do osvobozeneckého boje a protiimperialistické fronty

Jan Kubišta, Ladislav Rejman, Slovník cizích slov, 1956:
- altruismus [-trujiz-] m cítění ve prospěch bližního, láska k bližnímu, nesobeckost (op. egoismus, sobectví); altruista m kdo přeje druhému, nesobecký člověk (op. egoista, sobec); altruistický [-tyc-] nesobecký; hlásající altruismus (op. egoistický, sobecký)
- buržoa, -oy m měšťák; kapitalista, nepřítel pracující třídy; pejor. člověk zastaralých, nepokrokových názorů, šosák, zpátečník; buržosazie [-zie] ž měšťáctvo; kdysi název společenské vrstvy městského obyvatelstva na rozdíl od šlechty a duchovenstva, nyní společenská třída vlastnící výrobní prostředky na základě soukromého kapitál. vlastnictví, vládnoucí vykořisťovatelská třída v kapitalistické společnosti, zámožnější konservativnější vrstvy obyvatelstva vůbec, měšťáci; buržoazní [-zni], buržoastický [-tyc-] měšťácký; vykořisťovatelský

Jiří Haller, Kapesní slovník cizích slov, 1954:
- altruismus [-trujiz-] m cítění ve prospěch bližního, láska k bližnímu (op. egoismus); altruista m kdo miluje své bližní; altruistický [-styc-] cítící s jinými lidmi, s bližními
- buržoa, -oy m pův. měšťan; měšťák; nepřítel pracující třídy, kapitalista; buržoasie [-zije] ž vládnoucí třída v kapitalistické společnosti, měšťáctvo; buržoasní [-zní] měšťácký; vykořisťovatelský

Vilém Pech, Velký slovník cizích slov, 1948:
- altruism(us) l. nesobecká láska k bližnímu a jednání podle ní; altruista nesobecký člověk
- buržoa fr., buržuj r. (vulgárně buržoust) měšťan, občan, měšťák; blahobytník; buržoasie (s=z), buržoasmus měšťáctvo; buržoasní příslušný k buržoasii; buržoastický, buržoustský, buržujský měšťácký; blahobytný.

Karel Tauš, Slovník cizích slov, zkratek, novinářských šifer, pseudonymů a časopisů pro čtenáře novin, 1946:
- Altruismus (lat.) – láska k druhým lidem, nesobecká láska, zásada že napřed máme dbáti prospěchu druhých a pak teprve vlastního, osobního, což dokáže jen skutečný altruista – nesobecký člověk.
- Buržoasie (z franc. bourgeoisie) – měšťáctví, měšťanstvo, pak pohodlný, bezstarostný a jen o svůj majetek opírající se stav, společenská třída, opak třídy dělné, proletariátu. V ruštině buržuj, u nás lidově buržoust – měšťák, bohatý nadutec, budižkničemu, nabob.

Julie Šupichová, Slovníček cizích slov pro mládež, 1944:
- altruista – člověk, který nemyslí jenom na sebe, nýbrž také na své bližní.
- (slovo buržoazie není uvedeno)

Otakar Šetka, Nový slovník cizích slov v moderní češtině, 1935:
- altruis|mus it. žití pro jiné, lidumilství, opak egoismu. -ta, -tický člověk nesobecký, pečující o jiné, nezištný.
- bourgeois (buržoa) f. měšťák, měšťácký; P buržoust; druh písma prostřední velikosti. -ie (zi) f. měšťáctvo, střední stav, šosáci, buržoazie.
- buržoa viz bourgeois = rus. buržuj.

Bedřich Klenot, Slovník cizojazyčných slov a úsloví, 1922:
- altruismus, vl, žití pro jiné, láska k jiným, lidumilství, opak egoismu

- altruista, osoba pečující o jiné, jiným blahodárná, nezištná
- bougerois (buržoá), f, měšťák, měšťácký; také tolik co borgis; viz toto
- borgis (borží), f, druh písma prostřední velikosti
- bourgeoisie (buržoazí), f, měšťanstvo, stav střední, šosáci

František V. Pokorný, Naučný slovníček, 1922:
- altruismus, it., vzájemnost, láska k bližnímu; opak egoismu.
- bourgeois (buržoa), fr. měšťák. Bourgeoisie (buržoazí), měšťáctvo (hlavně kapitalistické, stojící proti dělnictvu).

František Borovský-Ruth, Novinářský slovník, ca 1910: 
- altruismus lidumilství, protiva sobectví
- burgeous (v. buržoa), měšťan, burgeoisie, měšťanstvo;

Ladislav Šípek, Slovník cizích slov, Příručná kniha pro veškery třídy společenské, 1896.
- (altruismus není uveden)
- Bourgeois (buržoà), fr., měšťan, měšťák, zákazník; bourgeoisie (buržoazí), střední třídy společenské, měšťanstvo.

Karel Vorovka, Abecední vyhledavač slov českých i cizích, 1894:
- (altruismus není uveden)
- bourgeois, fr. (buržoa) měšťan; druh liter tiskových (ob. borgis); bourgeoisie, střední stav, měšťanstvo.

Josef Rank, Kapesní slovník novinářský, 1862:
- (altruismus není uveden)
- Bourg, fr. (z něm. Burg), městys; -eois (buržoa), fr., měšťan; 2. druh drobného písma; -eoisie (buržoazí), fr., měšťanstvo, měšťáctvo.

### Pro srovnání hesla z slovníků češtiny

##### Akademický slovník současné češtiny
altruismus [ʔaltrujɪzmus] (2. j. -mu, 6. j. -mu) podstatné jméno rodu mužského neživotného ⟨~lat.⟩ 
altruizmus [ʔaltrujɪzmus] (2. j. -mu, 6. j. -mu) podstatné jméno rodu mužského neživotného ⟨~lat.⟩  
nesobecký způsob myšlení nebo cítění, nezištné jednání ve prospěch druhých lidí jako mravní princip. op. egoismus, egoizmus, sobectví: 
- vrozený altruismus
- předstíraný altruismus
- Jedná z čirého altruismu.
- Humanitární pomoc by měla být výrazem čistého altruismu.

buržoazie [buržoazɪje] (2. j. -ie) podstatné jméno rodu ženského ⟨fr.⟩ histor. 
1. (od přelomu 15. a 16. století do 1. pol. 20. století) sociální vrstva složená ze zámožnějšího zejména městského obyvatelstva, průmyslníků a finančníků, měšťanstvo:
- průmyslová buržoazie
- drobná / střední buržoazie
- příslušník vysoké buržoazie
- Po porážce Napoleona se ve společnosti postupně prosadila ekonomicky silná buržoazie.
- Rozhodující moc se v železářském průmyslu v průběhu 19. století přesunula do rukou velkopodnikatelů z řad obchodní a bankovní buržoazie.

2. (v marxistickém pojetí) vládnoucí třída kapitalistické společnosti vlastnící výrobní prostředky:
- třídní konflikt proletariátu a buržoazie
- V 19. století se společnost dělila na nesmiřitelné tábory buržoazie a dělnictva.

#### Slovník spisovného jazyka českého
altruismus [-iz-] (dř. též -ism), -mu m. (z lat. zákl.) nesobecký způsob myšlení n. cítění, jednání ve prospěch druhých lidí (op. egoismus, sobectví)
buržoasie [-zi-], buržoazie (dř. ps. též bourgeoisie), -e ž. (z fr.) 1. společenská třída vlastnící výrobní prostředky na základě soukromého kapitalistického vlastnictví; vládnoucí vykořisťovatelská třída v kapitalistické společnosti; měšťáctvo: Goethe, představitel rodící se německé b. (Šal.): mladá česká b. třicátých let; pokrokové vrstvy b.; rozmach b.; liberální b.; nacionální b.; nadvláda, diktatura b.; třídní boj mezi b-í a proletariátem; porážka b. v socialistické revoluci: vyšší, střední, drobná b.; venkovská b. zámožnější, konzervativní vrstva obyvatelstva venkova 2. (ve feudální společnosti) obyvatelé měst vůbec; měšťanstvo, stav měšťanský (vedle šlechty a duchovenstva)

##### Příruční slovník jazyka českého
altruismus, altruism, -ismu m. cítění ve prospěch bližního (op. egoismus). Tak jednou jsme rokovali s prof. Masarykem o altruismu a egoismu jako pružinách lidské činnosti. Herb
buržoasie (vysl. -zije) -e f. zámožnější třída městského obyvatelstva (op. dělnictvo, proletariát). 
- Přiživoval se mezi studenty, v buržoasii, mezi umělci, novináři. Kun.
- Zastávaje se šlechty, o „proletariátu“ mluví Palacký docela ve smyslu tehdejších zastánců buržoasie. Mas.
- V buržoasii je právě tak málo smyslu pro snahy ryze umělecké jako pro vzlet etický. Ben